# Reünistenkruis Fort Honswijk 1914-1934
Het Reünistenkruis Fort Honswijk 1914-1934 is een particuliere onderscheiding. De meeste van deze particuliere onderscheidingen mogen officieel niet op militaire uniformen worden gedragen. Voor de veteranen die in burger zijn en hun onderscheidingen willen dragen gelden deze bepalingen niet. In het Fort Honswijk lagen in de Eerste Wereldoorlog gemobiliseerde- en beroepsmilitairen gelegerd. Zij bewaakten de Hollandse Waterlinie die Holland en de grote steden tegen een aanval over land moest verdedigen.
Dat er voor de ongeveer driehonderd militairen in 1915 een medaille werd geslagen, de Herinneringsmedaille Fort Honswijk 1914-1915, ter herinnering aan één jaar mobilisatie is bijzonder, elders gebeurde dat niet en Nederland was uiterst terughoudend en zuinig bij het decoreren van de militairen. Het Mobilisatiekruis dat na de oorlog werd ingesteld moest men zelf bestellen en ook zelf betalen.
De bezetting van deze vesting in de Hollandse Waterlinie was erg saamhorig want zestien jaar na de demobilisatie werd het Reünistenkruis Fort Honswijk 1914-1934 aan 326 veteranen uit de jaren 1914-1915 uitgereikt. Zij waren op tien mei 1934 op het terrein van Fort Honswijk voor een reünie bijeen gekomen. Allen ontvingen een veldfles met een geelkoperen medaillon, 58 millimeter in diameter, waarop de voorzijde van het herinneringskruis is afgebeeld met het omschrift "VOORMALIGE BEZETTING 1914-1915" én het bronzen kruisje als aandenken. Aan de voormalige commandant, de Luitenant-kolonel A. Captijn, werd als enige een gouden Reünistenkruis Fort Honswijk 1914-1934 uitgereikt.
Veel veteranen komen in 1939 nogmaals samen bij de begrafenis van A. Captijn in Zeist. Daarbij wordt later dit jaar een monument bij zijn graf opgericht. Of de veteranen na de Tweede Wereldoorlog elkaar nog hebben ontmoet is niet bekend. In 2010 was geen van hen nog in leven.
Omdat de onderscheiding een particulier karakter had en niet op uniformen mocht worden gedragen, dat kan alleen wanneer daar door de legerleiding toestemming voor is gegeven, zijn er geen batons bekend.

## Het versiersel
Het bronzen herinneringskruis heeft ingesneden en gepareld randen en is op een lauwerkrans gelegd. In de ingesneden uiteinden van het kruis zijn vier halfcirkelvormige versieringen aangebracht. Aan de voorzijde staat de tekst "PLICHT. TOEWIJDING. ZELFVERLOOCHENING. KAMERAADSCHAP.". In het midden is een medaillon met aan de voorzijde de toegangspoort tot het fort en de naam "HONSWIJK" en aan de achterkant "WIJ HANDHAVEN." en "RÉUNIE 1934" te lezen. De armen op de keerzijde dragen de tekst "HULDE EN DANK VAN. VOORM. BEZETTING. "1914-1915". VAN FORT HONSWIJK.".
De door Gerritsen en Van Kempen te Zeist vervaardigde decoratie werd aan een Nassausch blauw met Nassausch blauw met aan weerszijden smalle witte en rode banen op de linkerborst gedragen.